# 토쿠나가 아이
토쿠나가 아이 (徳永愛, 1977년 3월 12일~)는 일본의 여자 성우이다.

## 출현 작품
- GA 예술과 아트디자인 클래스 (2009) - 노다 미키
- 월면토병기 미이나 (2007) - 모치무라 토모
- UG 얼티메이트 걸 (2005) - 모로보시 츠보미
- 꼬마마녀 츠쿠네 (2005) - 카나코
- Canvas2 ~무지갯빛의 스케치 (2005) - 하기노 카나
- 푸규루 (2004) - 체코
- 키디 그레이드 (2002) - 바이올라